# Атгазене (остановочный пункт)
А́тгазене (латыш. Atgāzene) — закрытый остановочный пункт на электрифицированной железнодорожной линии Рига — Елгава. Находится в одноимённом микрорайоне Земгальского предместья города Риги в 5 км от центрального вокзала. Возле остановки железную дорогу пересекает улица Гимнастикас.
Остановочный пункт для поездов местного назначения был открыт в 1928 году под названием «Ģimnastikas iela». В 1929 году он был переименован в Атгазене.
В 2007 году пассажирский павильон остановочного пункта сгорел, на его месте построен новый павильон.
Во второй половине 2023 года в 400 метрах севернее станции построена новая платформа «Детская больница» (латыш. Bērnu slimnīca). С 12 июня 2024 года остановочный пункт закрыт в связи с открытием в полукилометре в сторону Торнякалнса нового остановочного пункта под названием «Биерини/Детская больница».

## Платформа Атгазене в искусстве
- В 2006 году вышел сборник писательницы Инги Абеле, озаглавленный «Лошади станции Атгазене» (латыш. Atgāzenes stacijas zirgi).